# Agrilinus montisamator
Agrilinus montisamator är en skalbaggsart som beskrevs av Vladimir Balthasar 1965. Agrilinus montisamator ingår i släktet Agrilinus och familjen Aphodiidae. Inga underarter finns listade i Catalogue of Life.